# Team (sång)
"Team" är en låt framförd av den nyzeeländska sångerskan Lorde, utgiven som den tredje singeln från albumet Pure Heroine den 13 september 2013. Den skrevs av Lorde tillsammans med producenten Joel Little som en "hyllning till hennes vänner och land". Låten är en hybrid mellan musikstilarna alternativ pop, EDM och electrohop med instrumentation från synthesizer, bas och virveltrumma över en handklappbaserad beat.
Singeln rönte framgångar på listorna världen runt, med topplaceringen 6 på Billboard Hot 100 och 3 på Canadian Hot 100.

## Bakgrund
"Team" skrevs av Lorde och Joel Little medan Lorde reste runt i världen. Låten spelades in, producerades och mixades av Little vid hans Golden Age Studios i Morningside, Auckland, med Lorde som medproducent. Låten skapades i datorprogrammet Pro Tools. Den 13 september 2013 hade "Team" läckt ut på Internet, vilket ledde till en tidigare utgivning. Inom några timmar hade ljudfilen laddats upp på Youtube och Universal Music New Zealand släppte den digitala singeln för nedladdning i Australien och Nya Zeeland. Den 19 november 2013 skickades låten till amerikansk contemporary hit radio via Lava och Republic Records. "Team" skickades till amerikansk rhythmic contemporary-radio den 6 januari 2014.

## Komposition
"Team" är en hybrid mellan alternativ pop, EDM och electrohop. Den är skriven i gess-dur och innehåller synthesizer, bas och virveltrumma instrumentation över en handklappbaserad beat. Amanda Dobbins från tidskriften New York och Maura Johnston från Spin liknade låtens refräng med den i Lana Del Reys "Born to Die" (2011), medan Drowned in Sounds Sammy Maine jämförde beatsen med material som Timbaland producerat för Missy Elliott. Lordes röstläge spänner från F♭3 till D♭5. Låten går i ett tempo på 100 taktslag per minut.
Texten till låten är en "hyllning till hennes vänner och land". Under en intervju med Billboard beskrev Lorde låten som "sin syn på merparten av all modern musik" och förklarade, "ingen kommer till Nya Zeeland, ingen vet något om Nya Zeeland, och här försöker jag växa upp och bli någon". Lorde förklarade att textraden "We live in cities you'll never see on screen" var menad att "tala för minoriteten" från små städer. Hon uttrycker även sitt ointresse för flera samtida populärmusikaliska texter som uppmanar lyssnare att "sträcka armarna upp i luften" genom versen "I'm kind of over getting told to throw my hands up in the air". Lily Rothman från tidskriften Time kommenterade att textraden "we sure know how to run things" var ett svar på "we run things, things don’t run we" i Miley Cyrus låt "We Can't Stop", släppt tidigare samma år.

## Musikvideo
Videon till låten regisserades av Young Replicant. Den filmades i en övergiven byggnad kallad Red Hook Grain Terminal i Red Hook i Brooklyn, New York.

## Låtlista
Alla låtar är skrivna av Lorde och Joel Little.
Digital nedladdning
1. "Team" – 3:13

Tysk CD-singel
1. "Team" – 3:13
2. "White Teeth Teens" – 3:36

## Listplaceringar
| Lista (2013–14)                          | Högsta position |
| ---------------------------------------- | --------------- |
| Danmark (Tracklisten)                    | 20              |
| Frankrike (SNEP)                         | 24              |
| Irland (IRMA)                            | 32              |
| Italien (FIMI)                           | 19              |
| Kanada (Canadian Hot 100)                | 3               |
| Nya Zeeland (RIANZ)                      | 3               |
| Schweiz (Swiss Music Charts)             | 14              |
| Sverige (Sverigetopplistan)              | 39              |
| Spanien (PROMUSICAE)                     | 45              |
| Storbritannien (Official Charts Company) | 29              |
| Tyskland (Media Control Charts)          | 20              |
| USA (Billboard Hot 100)                  | 6               |
| Österrike (Ö3 Austria Top 40)            | 10              |